# Tabernáculo del Hospital Tavera (El Greco)
El Tabernáculo del Hospital de Tavera es una estructura de madera dorada, obra del Greco, que estaba situada delante del retablo central de la iglesia del Hospital de Tavera, en Toledo.

## Historia
Pedro de Salazar y Mendoza, administrador del Hospital de Tavera contrató este tabernáculo —o sagrario— en 1595 al Greco, para una capilla provisional, mientras tenían lugar las obras definitivas de esta institución benéfica. Fue la primera obra del Greco para el hospital, realizada posiblemente entre 1595 y 1598, si bien la colaboración entre el Greco y Pedro Salazar de Mendoza se prolongó hasta el fallecimiento del maestro cretense.
El tabernáculo, inicialmente colocado en la mencionada iglesia provisional, posteriormente se colocó delante del retablo mayor,contratado también por el Greco en 1608 con otros dos retablos colaterales, aunque inconcluso a su muerte. Formaba una gran estructura doble que imitaba, a pequeña escala, la custodia y el templete de Juan de Herrera en el Patio de los Evangelistas, del Real Monasterio de San Lorenzo de El Escorial.
El 16 de agosto de 1598, esta obra fue valorada en 25.000 reales españoles por el famoso platero Francisco Merino. El Greco, voluntariamente, rebajó este precio hasta los 16.000 reales lo cual, sin embargo, era una cantidad superior a la que era usual en aquella época. El conjunto del sagrario, una escultura de Cristo resucitado y las esculturas de los cuatro Padres de la Iglesia Latina, estuvo terminado en 1598. En otro contrato, fechado en 1608, se dispuso el dorado del tabernáculo y el estofado de las doce estatuillas de los apóstoles, que se tenían que policromar imitando mármol. Estos trabajos no estaban acabados antes de la muerte del Greco en 1614, y se encargaron a otros artistas, a pesar de las protestas de Jorge Manuel Theotocópuli.

## El Tabernáculo
En el inventario del Hospital de Tavera, realizado en el año 1624, se mencionaba el tabernáculo de la forma siguiente: «Una custodia nueva, dorada, con entrecustodia transparente, y en ella una caja jaspeado, en que está el Santísimo Sacramento, a cuatro haces, y en ella, en el alto, los cuatro doctores, y en doce nichos, doce Santicos de á cuarta, dorados [...] un tafetán carmesí nuevo, que está detrás de la Resurrección de la custodia [...] un Xpo Resucitado que está dentro de la custodia». 
Según esta descripción, se trataba de una estructura de madera con una pequeña cámara interior dorada: es decir, una custodia interior actualmente perdida.

## Análisis de la obra
- Madera dorada; 200 cm de altura total desde la base hasta el coronamiento x 134 x 134.[6]  las columnas tienen 116 cm.

La estructura ha sido recientemente restaurada, pero algunas de sus partes se han perdido para siempre. En el proyecto original del Greco, una cúpula interior con tambor se transformaba en el exterior en una gran linterna, donde posiblemente estaba suspendida la Escultura de Cristo resucitado. Esta linterna fue posteriormente reemplazada en otro proyecto realizado por Jorge Manuel. El Tabernáculo está enmarcado en cada uno de sus cuatro lados por dos columnas —con capiteles jónico-dóricos, de volutas angulares que descienden hasta el collarino— de forma que cada par de columnas soporta un frontón curvo. Los capiteles recuerdan a los que hay —alla michelangelesca— en el Palacio de los Conservadores de la Plaza del Campidoglio en Roma.
Según Harold Wethey, una de las columnas ha perdido sus volutas jónicas, debido a una restauración torpe. Las pilastras de la parte interna tienen unas basas muy sencillas y molduras dóricas. La linterna, en el piso superior del sagrario se destruyó en una época indeterminada, pero el tambor de la cúpula perdida ha permanecido intacta. En cada una de las cuatro esquinas hay tres pequeñas hornacinas, donde estaban colocadas las figuras de los correspondientes apóstoles. Estas doce estatuillas, realizadas después de la muerte del Greco, desaparecieron hace tiempo. También han desaparecido los cuatro Padres de la Iglesia Latina, obra del Greco, que estaban colocados sobre los cuatro ángulos superiores del monumento, junto al tambor. La custodia —seguramente la caja jaspeado— también se ha perdido.
Afortunadamente, ha llegado hasta la actualidad la magnífica escultura de Cristo resucitado, concebida en origen para coronar la parte superior de la estructura, y actualmente situada en la parte central de la estructura inferior, que ha sobrevivido hasta nuestros días.